# 愛媛県立松山東高等学校の人物一覧
愛媛県立松山東高等学校の人物一覧（えひめけんりつ まつやまひがしこうとうがっこうのじんぶついちらん）
愛媛県立松山東高等学校およびその前身校（藩校明教館、旧制松山中学校等）の主な出身者、教員、関係者など。ただし、1949 - 1952年に設置された松山東高商業科（現・愛媛県立松山商業高等学校）の関係者は除く。

## 出身者

### 財界
- 小林信近 - 第五十二国立銀行（現伊予銀行）、伊予鉄道創業者、政治家
- 佐伯勇 - 近畿日本鉄道元社長
- 高橋龍太郎 - 実業家、政治家
- 船田一雄 - 三菱商事会長、三菱本社理事長
- 松木幹一郎 - 技術者、実業家、台湾電力社長
- 三好武夫 - 安田火災海上保険社長
- 山下芳太郎 - 実業家、外交官
- 井関清 - ハウスメイト創業者、日本賃貸住宅管理協会会長、関東愛媛県人会会長
- 豊島吉博 - 元愛媛新聞社記者、元愛媛FC代表取締役社長（1969年卒）
- 平井康文 - 楽天グループ副社長・最高情報責任者、楽天コミュニケーションズ社長、シスコシステムズ元社長（1979年卒）

### 法曹
- 今井嘉幸 - 衆議院議員（社会大衆党顧問）、判事、弁護士、「普選の神様」
- 大久保雅彦 - 弁護士、衆議院議員
- 岡井藤志郎 - 判事、弁護士、衆議院議員
- 重岡薫五郎 - 判事、弁護士、衆議院議員
- 宇都宮真由美 - 元衆議院議員、弁護士
- 三井環 - 検察官、元大阪高等検察庁公安部長

### 学者
- 浅田孝 - 都市計画家、建築家
- 安倍能成 - 哲学者、教育者（旧制一高校長、学習院院長）、政治家（文部大臣）
- 猪野俊平 - 植物形態学者、岡山大学名誉教授
- 上原専禄 - 歴史学者
- 馬野周二 - 技術者、工学博士
- 大石慎三郎 - 日本史学者
- 小川尚義 - 言語学者
- 小川正孝 - 化学者、教育者（東北帝国大学元総長）
- 片上伸 - ロシア文学者、早稲田大学教授
- 加茂正雄 - 工学者、東京帝国大学名誉教授
- 小玉新太郎 - 化学者
- 沢田允茂 - 哲学者、慶應義塾大学名誉教授
- 篠崎勝 - 歴史学者、愛媛大学教授
- 白方勝 - 国文学者、愛媛大学名誉教授
- 住谷一彦 - 経済社会学者、立教大学名誉教授
- 日野開三郎 - 東洋史学者
- 松本新八郎 - 歴史学者、専修大学名誉教授
- 三並良 - ドイツ哲学者、牧師
- 山田穣 - 九州大学元総長
- 和田茂樹 - 愛媛大学名誉教授、松山市立子規記念博物館初代館長、国文学者
- 安西徹雄 - 英文学者、演出家、上智大学名誉教授
- 井手慎司 - 工学者、滋賀県立大学学長
- 江頭進 - 小樽商科大学教授（1985年卒）
- 蒲池美鶴 - 立教大学教授
- 忽那憲治 - 神戸大学大学院経営学研究科教授（1983年卒）
- 久保田信 - 京都大学フィールド科学教育研究センター准教授（1971年卒）
- 久米雅雄 - 考古学者、歴史研究者、印章学者、大阪芸術大学客員教授（1966年卒）
- 倉田博基 - 化学者、京都大学名誉教授（1976年卒）
- 佐伯隆幸 - フランス文学者、学習院大学名誉教授
- 篠原重則 - 地理学者、香川大学、松山大学教授
- 島川崇 - 観光学者、東洋大学准教授
- 鶴崎展巨 - 動物分類学者、鳥取大学名誉教授（1974年卒）
- 徳永光俊 - 経済学者、大阪経済大学学長
- 長野暹 - 経済史学者、佐賀大学名誉教授
- 二宮周平 - 法学者、立命館大学教授
- 林隆敏 - 関西学院大学商学部教授
- 平岡久 - 行政法学者、大阪市立大学名誉教授（1969年卒）
- 前園実知雄 - 考古学者、奈良芸術短期大学教授
- 松村豊大 - 法学者、徳島文理大学教授（1981年卒）
- 水谷尚子 - 中国現代史研究者、明治大学准教授
- 横井幸子 - ロシア文学者、大阪大学言語文化研究科准教授（1991年卒）

### 医学
- 佐伯矩 - 栄養学創始者、内務省栄養研究所（現国立健康・栄養研究所）初代所長
- 眞鍋嘉一郎 - 医学者、東京帝国大学内科物理療法学講座（物療内科、現アレルギー・リウマチ学）初代教授
- 安井雅一 - 産婦人科医、松山市長、松山脳病院（現・一般財団法人創精会 松山記念病院）設立者
- 竹井仁 - 理学療法士、医学博士、首都大学東京元教授

### 文学
- 柳原極堂 - 俳人
- 石川喬司 - 作家、評論家
- 石田波郷 - 俳人
- 河東碧梧桐 - 俳人、随筆家
- 櫻井鴎村 - 児童文学者、教育者
- 寒川鼠骨 - 俳人
- 篠原梵 - 俳人、編集者、出版者
- 洲之内徹 - 美術評論家、小説家（松山東高校校歌の作詞者）
- 高浜虚子 - 俳人、歌人（文化勲章受章）
- 竹村秋竹 - 俳人
- 永井叔 - 詩人
- 中村草田男 - 俳人
- 服部嘉香 - 詩人、国語学者
- 早坂暁 - 小説家、脚本家
- 星田三平 - 小説家
- 堀内雄之 - 俳人
- 正岡子規 - 俳人、歌人（秋山真之と共に中退し共立学校へ入学）、野球殿堂特別表彰
- 松根東洋城 - 俳人
- 大江健三郎 - 作家（ノーベル文学賞受賞）
- 柏木伸介 - 小説家（1988年卒）
- 神野紗希 - 俳人（2002年卒）
- 佐藤文香 - 俳人（2004年卒）
- 敷村良子 - 小説家、随筆家（小説『がんばっていきまっしょい』の作者）（1980年卒）
- 星野彼方 - 小説家、漫画原作者、編集者、脚本家（2005年卒）
- 田丸雅智 - 作家（2006年卒）

### 芸術・芸能
- 伊丹万作 - 映画監督（伊丹十三の父）
- 伊藤大輔 - 映画監督
- 伊勢野重任 - 脚本家
- 大内弘 - 俳優
- 大友柳太朗 - 俳優
- 佐伯清 - 映画監督
- 重松鶴之助 - 画家
- 杉浦非水 - グラフィックデザイナー
- 森一生 - 映画監督
- 山本勝巳 - 建築家
- 山本薩夫 - 映画監督
- 池尻清 - 写真家
- 池田暁子 - イラストレーター
- 石倉力 - ジョビジョバ（演劇集団）（1992年卒）
- 伊丹十三 - 映画監督（京都府立山城高等学校より転入 のち愛媛県立松山南高等学校に転校）
- 入船亭遊京 - 落語家
- 岩城一平 - 映画監督
- 岩浪洋三 - ジャズ評論家
- 右近健一 - 俳優（1987年卒）
- 香川元太郎 - イラストレーター、絵本作家
- 桂三幸 - 落語家（1998年卒）
- 白井弓子 - 漫画家
- 露口茂 - 俳優（太陽にほえろ!の山村精一役）
- 寺坂公雄 - 洋画家
- 西村直記 - 作曲家
- 西村英将 - 声楽家（バス）、合唱指揮者、作曲家、父は西村直記
- 能田達規 - 漫画家（1989年卒）
- 森本麻衣 - ピアニスト
- らくさぶろう - 噺家、タレント（1984年卒）
- 渡部光正 - 元西部航空音楽隊長、元航空中央音楽隊副隊長
- 渡部亮平 - 映画監督（2006年卒）
- 山本斉 - 画家（1982年卒）、松山東雲短期大学教授

### マスコミ
- 天野祐吉 - コラムニスト、雑誌「広告批評」初代編集長
- 五百木良三 - ジャーナリスト、国粋主義者、俳人（五百木飄亭）
- 門田正経 - ジャーナリスト
- 小西和 - ジャーナリスト、衆議院議員
- 曽我鍛 - 編集者、作家、記者
- 伊達宗克 - ジャーナリスト
- 平田陽一郎 - ジャーナリスト、元愛媛新聞社長、元南海放送社長
- 青木美奈実 - 南海放送アナウンサー（2015年卒）
- 安部みちこ - NHKアナウンサー（1996年卒）
- 猪井操子 - フリーアナウンサー（元NHK松山キャスター、元テレビ大阪アナウンサー、東北放送アナウンサー）（1998年卒）
- 井関裕貴 - 秋田放送アナウンサー（元あいテレビアナウンサー）（1985年卒）
- えぐさゆうこ（橋口裕子） - ナレーター、俳優、元南海放送アナウンサー（1996年卒）
- 荻山恭平 - NHKアナウンサー（1993年卒）
- 木村浩嗣 - 雑誌編集者、スポーツライター（1980年卒）
- 小池達子 - フリーアナウンサー、弁護士、元テレビ愛媛アナウンサー（1976年卒）
- 合田みゆき - フリーアナウンサー、元南海放送アナウンサー（1989年卒）
- 佐伯りさ - 南海放送アナウンサー（1989年卒）
- 首藤奈知子 - NHKアナウンサー（1998年卒）
- 杉澤眞優 - 山陽放送（RSK）アナウンサー（2013年卒）
- 武内陶子 - フリーアナウンサー、元NHKアナウンサー（1984年卒）
- 田中千佳 - フリーアナウンサー、元FMとやまアナウンサー（2005年卒）
- 田村麻実 - フリーアナウンサー（元テレビ愛媛・とちぎテレビ・あいテレビアナウンサー）（2003年卒）
- 鶴木陽子 - 元中京テレビ放送アナウンサー（1995年卒）
- 永井克典 - NHKアナウンサー（1992年卒）
- 西森路代 - フリーライター
- 二宮直輝 - NHKアナウンサー（2003年卒）
- 橋本利恵 - テレビ愛媛アナウンサー（1999年卒）
- 東玲治 - ジャーナリスト（1967年卒）
- 広瀬駿 - 毎日放送気象予報士（2008年卒）
- 福吉貴文 - 元テレビ愛媛アナウンサー（2013年卒）
- 藤村真知子 - フリーアナウンサー（元南海放送アナウンサー）（1993年卒）
- 升田尚宏 - 元TBS社員、元アナウンサー（1985年卒）
- 宮嶋那帆 - フリーアナウンサー、元南海放送アナウンサー（2006年卒）
- 八塚彩美 - 朝日放送社員、元アナウンサー（2005年卒）
- 柳瀬若菜 - フリーアナウンサー（元NHK松山キャスター、元青森朝日放送アナウンサー、元愛媛朝日テレビアナウンサー、元東北放送アナウンサー、元青森放送アナウンサー）（1998年卒）
- 山岡淳一郎 - ノンフィクション作家
- 山岡三子 - テレビキャスター（1983年卒）
- 山田修作 - 名古屋テレビ気象予報士（元南日本放送アナウンサー）（1995年卒）

### 教育
- 押川方義 - 教育者、クリスチャン、政治家
- 山路一遊 - 教育者、佃一予・山路一善の兄
- 和久正辰 - 教育者
- 西村清雄 - 教育者、クリスチャン
- 畑歓三 - 教育者、関西学院
- 森盲天外 - 愛媛県会議員、教育者

### スポーツ
- 森雅功 - 元プロ野球選手
- 上松大輔 - キックボクサー（2003年卒）
- 金井満盛 - 元プロ野球選手

### 政治・行政
- 加藤恒忠 - 外交官、政治家
- 白川福儀 - 海南新聞社長、松山市長、北予中学校長
- 内藤鳴雪 - 官吏、俳人
- 長屋忠明 - 衆議院議員
- 藤野政高 - 衆議院議員、海南新聞社長
- 井上久吉 - 松山市長
- 岩崎一高 - 衆議院議員、松山市長、道後湯之町長
- 宇都宮孝平 - 内務官僚、松山市長
- 勝田銀次郎 - 実業家、神戸市長
- 川端佳夫 - 衆議院議員
- 菅太郎 - 内務官僚、衆議院議員
- 喜安健次郎 - 鉄道次官
- 桑山鉄男 - 逓信次官、貴族院議員
- 塩崎潤 - 政治家（経済企画庁長官、総務庁長官）
- 勝田主計 - 大蔵官僚、政治家（大蔵大臣、文部大臣）
- 白石大蔵 - 松山市長
- 関谷勝利 - 元衆議院議員（関谷勝嗣の父）
- 高木秀雄 - 台湾総督府官僚、屏東市尹
- 武市庫太 - 衆議院議員
- 玉柳実 - 内務官僚、参議院議員、弁護士
- 松井茂 - 韓国政府内部次官兼警視総監（扱）、朝鮮統監府警務局長、内務省官僚（広島中学へ転校）
- 松友孟 - 内務官僚、愛媛県副知事
- 御手洗忠孝 - 松山市長
- 森肇 - 弁護士、伊予日日新聞社長、衆議院議員
- 安井英二 - 大阪府知事（宇都宮中学を経て入学）
- 池内沙織 - 元衆議院議員
- 大西証史 - 内閣総務官、内閣人事局人事政策統括官
- 加藤章 - 東温市長
- 桑原敏武 - 元東京都渋谷区長
- 神野一仁 - 元愛媛県副知事
- 髙須賀功 - 元東温市長
- 津野修 - 内閣法制局長官、最高裁判所裁判官
- 永江孝子 - 参議院議員、元南海放送アナウンサー
- 宮内秀樹 - 衆議院議員
- 矢野穂積 - 東村山市議会議員
- 古谷崇洋 - 砥部町長、元ニッポン放送アナウンサー、元南海放送アナウンサー（2012年卒）

### 軍人・自衛官
- 秋山好古 - 陸軍大将、教育者（北予中学（現在の愛媛県立松山北高等学校）校長）
- 相原四郎 - 海軍大尉
- 秋山真之 - 海軍中将、日露戦争時連合艦隊先任参謀、中退
- 浅岡満俊 - 海軍中将
- 安達東三郎 - 海軍大尉
- 岡原寛 - 陸軍少将
- 川島義之 - 陸軍軍人、政治家（二・二六事件時の陸軍大臣）
- 河野悦次郎 - 陸軍中将
- 櫻井忠温 - 陸軍軍人、作家（実戦記録『肉弾』の著者）、櫻井鴎村の弟
- 重岡信治郎 - 海軍中将
- 白川義則 - 陸軍軍人、政治家（陸軍大臣、中退）
- 高橋定 - 海軍少佐、海上自衛隊海将
- 佗美浩 - 陸軍少将
- 田辺盛武 - 陸軍中将
- 玉井浅一 - 海軍大佐
- 水野廣徳 - 海軍軍人、軍事評論家（『此一戦』の著者、中退）
- 籾山重幸 - 海軍大佐
- 矢野志加三 - 海軍中将
- 山路一善 - 海軍軍人
- 山本親雄 - 海軍少将
- 吉川猛夫 - 海軍少尉
- 渡部悦和 - 陸上自衛隊陸将

### その他
- 大原観山 - 儒者
- 矢野玄道 - 国学者・神道学者
- 近藤元久 - パイロット
- 乗松雅休 - 宣教師
- 福岡正信 - 自然農法の提唱者
- 仙波敏郎 - 元警察官

## 学校長・教職員
- 秋山恒太郎 - 教育者、文部官僚
- 小林小太郎 - 文部官僚
- 草間時福 - 愛媛県英学所長、北予変則中学校長、松山中学校初代校長、政治家
- 西河通徹 - 松山中学校第2代校長、ジャーナリスト
- 横地石太郎 - 愛媛県尋常中学校教頭、理学教諭。夏目漱石作『坊つちやん』の「赤シャツ」のモデルともされた。
- 太田静一 - 文学者
- 曽根松太郎 - 教育者、出版業
- 夏目漱石 - 作家
- 林鶴一 - 数学者、東北帝国大学教授
- 八木繁一 - 植物研究家、オキチモズク、ツバキカンザクラを発見
- 小川太郎 - 教育学者、神戸大学教授

## 関係者
- 松平定則 - 藩校興徳館設立
- 松平定通 - 藩校明教館設立
- 林古渓 - 松山中学校歌作詞作曲
- 近衛秀麿 - 松山東高校歌作曲
- 伊藤五百亀 - 松山東高内安倍能成像制作